# 赤い靴 (童話)

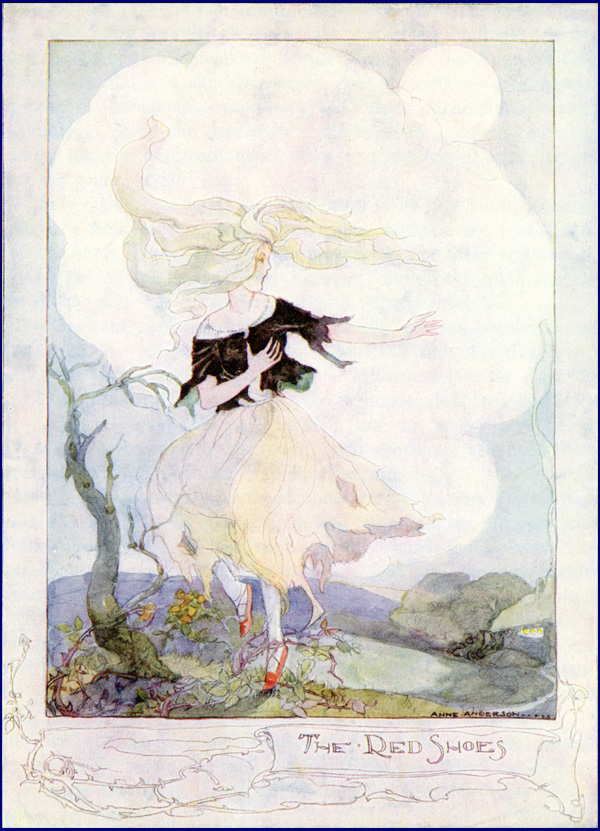
赤い靴

赤い靴（あかいくつ、丁: De røde Sko）は、ハンス・クリスチャン・アンデルセン作の創作童話である。孤児カーレンと赤い靴、みなし子カーレンと赤い靴とも表記される。1845年、『新童話集Ⅰ-３：妖精の丘、赤い靴、ヒツジ飼いの娘とエントツ掃除屋さん』に収録されて出版。

## あらすじ
貧しい少女カーレンは、母親がずっと病気だったので、皆のように、かわいらしい靴を持たない。ある日、靴を持たない彼女は足に怪我をしたところを靴屋のおかみさんに助けられ、赤い靴を作ってもらう。その直後、看病も虚しく母親は死んでしまった。孤児のカーレンは母親の葬儀に赤い靴を履いて出席し、それを見咎めた老婦人は彼女の境遇に同情して養女にした。
老婦人のもとで育てられたカーレンは、町一番の美しい娘に成長した。ある日、靴屋の店先に綺麗な赤い靴を見つけたカーレンは、老婦人の目を盗んで買ってしまう。戒律上、無彩色の服装で出席しなければならない教会にもその赤い靴を履いて行き、老婦人にたしなめられる。それでもカーレンは教会に赤い靴を履いていく。老婦人が死の床についているときにさえ、カーレンはその靴を履いて舞踏会に出かけてしまう。すると不思議なことにカーレンの足は勝手に踊り続け、靴を脱ぐことも出来なくなる。カーレンは死ぬまで踊り続ける呪いをかけられたのだった。
夜も昼もカーレンは踊り続けなくてはならなかった。カーレンが看病しなかったばかりに亡くなった老婦人の葬儀にも出席できず、身も心も疲弊してしまう。呪いを免れるため首斬り役人に懇願して両足首を切断してもらう。すると切り離された両足と赤い靴はカーレンを置いて、踊りながら遠くへ去っていった。
義足を作ってもらったカーレンはこれまでの自分を恥じ、不自由な体で教会に住み込みでボランティアに励む毎日を送る。孤児やシスターから厚い信頼を受けながら、カーレンは充実した毎日を送る。
引き取ってくれたにもかかわらず老婦人へ恩返しができなかった懺悔の祈りを捧げていたある日、突然、今まで足を踏み入れる事すら出来なかった教会へと場所は変じ、眼の前に天使が現れ、罪を赦されたことを知ったカーレンは、天へ召されていった。

## 備考
この物語に『赤い靴』は三足登場する。
一足目は、同じ貧村の靴屋が端切れで縫ってくれた心の籠もった ラシャ布の赤い靴。カーレンにとっては、老婦人に引き取ってもらう幸運を呼んだ靴だが、当の老婦人に忌まれて焼き捨てられてしまう。二足目は（上記あらすじでは省略）、旅行中の王女が履いていた目の覚めるようなモロッコ革（最上級のなめし革）の赤い靴。カーレンは世界中探してもこれほどすばらしい靴はないと思う。そして三足目が、堅信礼用として高級靴店で見つけたエナメルの赤い靴。サイズ違いで売れ残った伯爵令嬢のオーダー品を、（視力低下で赤いと気付かなかった）老婦人に買い与えられる。
中盤以降、カレンが『赤い靴のことばかり考えていた』と繰り返し記述されるが、どの様に考えていたのかは明示されていない。
東京理科大学准教授・中丸禎子は論文で本作に言及している。それによると主人公のモデルはアンデルセンの異父姉カーレン・マリー（Karen Marie, 1799-1846）である。彼の母が、結婚前に私生児として生んだのだが、アンデルセンはカーレン・マリーの存在を恥じて隠そうとした。彼にとってカーレン・マリーは退廃、無知、乱交の象徴で、その存在が自分を貶めることを恐れた。なお、Karen Marieのカタカナ表記は「カーン・マリー」「カーアン・マリー」などが原語に近い。
岐阜女子大学の佐藤義隆によると、本作はアンデルセン自身の経験がもとになっている。1819年(14歳)、堅信礼を受けるのだが、このために新しい靴を作ってもらった。それがうれしくて、堅信礼の最中も靴に気を取られてしまった。この時の経験をもとに、後年作品の中で虚栄心を罰した。